# Clostridioides difficile
A Clostridioides difficile (korábban: Clostridium difficile, sokszor rövidítve: C. diff) a Clostridiodies nembe tartozó Gram-pozitív baktérium, az álhártyás vastagbélgyulladás leggyakoribb okozója. A betegség sokszor az antibiotikumok túlhasználatának eredménye, mert a bélben meghonosodott, az emberi szervezetre ártalmatlan baktériumok pusztulásával az antibiotikumoknak ellenálló veszélyes baktérium képes elszaporodni, és sokszor halált okozó megbetegedést okozni.

## Bakteriológia

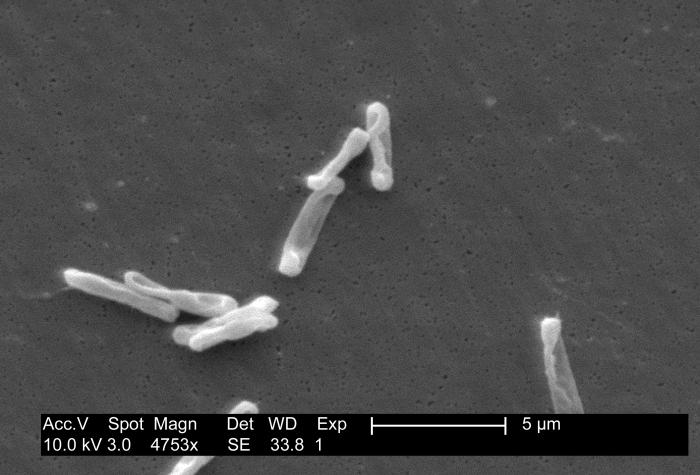
Egyedi C. difficile baktériumok elektronmikroszkóppal

A pálcikaformájú baktérium mindenütt megtalálható a természetben, főleg a talajban. Gram-festés után az elektronmikroszkóp ernyőjén felismerhetők a bunkós fejű pálcikák. A C. difficile a nevét onnan kapta, hogy az eredeti 1935-ös leírásakor Hall és O'Toole nehezen tudta szegregálni és szaporítani (a difficile jelentése latinul: nehéz, nehézkes).
A belekben általában kis mennyiségben van jelen, és csak akkor lesz veszélyes, amikor a többségben levő, az emberi szervezetet nem veszélyeztető baktériumokat az antibiotikumok túlságosan nagymértékű használata elpusztítja. Ilyenkor túlszaporodva álhártyás vastagbélgyulladást okoz, ami sok esetben halállal jár. (A pszeudomembrán (álhártya) egy állati/emberi organizmus belső szervezetének erősen megsérült nyálkahártyáját bevonó szürkés, tapadós, baktériumokat, valamint vörös- és fehérvérsejteket tartalmazó életképesnek tűnő koagulált fibrinréteg, aminek eltávolítása durva vérző sebet hagy maga után.)
A fertőzés érintés (kontaktus) útján terjed, megakadályozására közönséges antibiotikum nem hatásos és a kórházakban gyakran használt alkoholos kéztisztítók sem, csak ha fehérítőszer (oxidáló anyag) is van benne. A szappanos kézmosás jobb, mint az alkoholos kézfertőtlenítés.

### Toxinok
A C. difficile főleg két toxin (mikrobiológiai eredetű mérgezőanyag) útján okozza a gyulladásos megbetegedést:
- enterotoxin (A toxin) és
- citotoxin (B toxin): a sejtfalat átlyukasztó toxin

## A betegség kialakulása
A C. difficile által okozott betegséget először 1978-ban írták le egy antibiotikum kezeléssel járó hasmenés (pszeudomembranózus kolitisz) megbetegedés komplikációjaként, miután a baktériumok széles spektrumára ható antibiotikumok  (például cephalosporin és clyndamycin) használata elterjedt.
A fertőzés hatása az alig észlelhetőtől a halálos mértékig terjed. Az eset leggyakrabban kórházi vagy gondozó otthoni környezetben fordul elő. Korai felismerés és azonnali kezelés a gyógyítás kulcsa.
C. difficile-s megbetegedést a sósavtúltengéses betegeknek az ún. H2-receptor  antagonistával való kezeléssel is kapcsolatba hozták, és azt állapították meg, hogy használatuk megduplázza a fertőzés létrejöttének valószínűségét, míg a protonpumpagátlókkal való kezelés megháromszorozza.

## Diagnózis
Megbízható diagnózishoz bakterológiai vizsgálat szükséges, ami időbe telik, azonban mivel a kezelés igen sürgős, az orvos sokszor nem is vár az eredményre, mielőtt a kezelést megkezdi.

### Tünetek
- Hasmenés (napi háromszoros vizes széklet)
- Hasfájás
- Erősen kellemetlen székletszag

### Citotoxicitás meghatározása
A citotoxin mennyiségi kiértékelése az eddigi legjobb és legmegbízhatóbb diagnosztikai vagy kísérleti  módszer, de igen lassú és munkaigényes.

### Enzimmel kapcsolt toxin meghatározása (ELISA)
Az enzimmel kapcsolt immunoabszorbciós meghatározás ELISA kiértékeli mindkét (A és B) toxin jelenlétét.
- Érzékenység (szenzitivitás) 63–99%
- Specificitás 93–100%

Egy 15%-os gyakorisággal számítva:
- Pozitív prediktív érték: 73%
- Negatív prediktív érték: 96%

Szakértők tanácsa: három mintával kell megerősíteni egy első negatív eredményt. Ahhoz, hogy a kezelést sikeresnek lehessen nyilvánítani, szükséges, hogy a beteg ürülékének vizsgálata negatív eredményt adjon. Fontos, hogy igazolni kell mindkét toxin hiányát a negatív státushoz.

### Egyéb ürülékvizsgálatok
Az ürülék leukocita- és laktoferrin-tartalmának meghatározása nem olyan jó, mint az ELISA.

### Számítógépes tomográfia (CT)
Ez a módszer gyorsabb, mint az ELISA, és egy 2001. évi vizsgálat szerint ha bélfalvastagodást mutat ki a CT, akkor 88% a valószínűsége annak, hogy az ELISA teszt is pozitív lesz.

## Kezelés
Nem minden fertőzött egyén mutatja a tüneteket, és enyhe eseteknél sokszor nem szükséges orvosi beavatkozás, de általában a kezelés sürgős, hogy a szepszist és a bélperforációt meg lehessen előzni.

### Gyógyszerek
A C. diff ellen három antibiotikum eredményes:
- Metronidazol, 500 mg háromszor naponta a legjobb (olcsó és hatásos)
- Vancomycin, 125 mg négyszer naponta ugyancsak jó, de mértékkel kell használni, nehogy elszaporodjanak a vankomicinnek ellenálló baktériumtörzsek. Ennek a használata néha elkerülhetetlen, mivel állapotos nők, 10 éven aluli gyerekek, allergiás reakció esetén a metronidazol nem használható.
- Fidaxomicin, szintén használható.

Más hasmenéssel járó megbetegedés ellen használt gyógyszerek sajnos sokszor rontják a beteg állapotát javítás helyett. Ilyen gyógyszerek közé tartoznak: loperamid, diphenoxylate, bizmut.

### Kolektómia
Ritka esetekben a vastagbél egy részének az eltávolítására, kolektómiára van szükség.

### Széklettranszplantáció
Egészséges önkéntes székletét juttatják be a beteg gyomor-bél traktusába. Ezáltal egy kedvezőbb baktériumflóra fog megtelepedni a beteg szervezetében. A széklet transzplantálásának módja történhet gyomorszondán át vagy béltükrözéssel/beöntéssel. A módszer az esetek több mint 95%-ában sikeres. Mellékhatása kevés, a beteg a beavatkozás után akár antibiotikum nélkül is meggyógyul. A jelen ajánlások szerint csak visszatérő esetekben alkalmazzák.

### Visszaesés
A betegség ismétlődése esetén a fent említett gyógyszerek ismételt használata sikeresnek bizonyulhat; a vancomicin adagját tanácsos 4×125 mg-ról 4×500 mg-ra emelni. Ha ez nem hatásos, felmerül a fidaxomicin használata, illetve a széklettranszplantáció.

## Megelőzés
A legjobb megelőzés az antibiotikumok használatának szabályozása.
A kórházak és gondozóotthonok higiéniájának fenntartása elkerülhetetlenül fontos, beleértve azt is, hogy az ápolószemélyzet viseljen védőkesztyűt, amikor fertőzött betegekkel, ill. az általuk érintett tárgyakkal kerül kapcsolatba, majd a kesztyűt biztonságosan eltávolítsa használat után. A probiotikumok rendszeres szedése is megelőző hatású lehet.

## Jelentős fertőzések kitörése
A baktériumnak egy különösen virulens formája jelent meg 2003. június 4-én a kanadai Montréalban. Az 1400 jelentett esetből a halálesetek számát 36 és 89 közöttire becsülték. 2004 januárjában a betegség Torontóban is megjelent, ahol tíz halálos volt. Hasonló kitörés volt Angliában a neves Stoke Mandeville Hospitalban 2003 és 2005 között, számos halottal. 2005-ben Hollandiában is kitört. Mindezekért a baktériumnak egy különösen virulens, NAP1/027 nevű változatát okolták, amit Quebec baktériumtörzsnek is neveznek.
2006. októberben Leicesterben (Anglia) egy jelentés szerint 49 beteg halt ebben a fertőzésben. Ugyanekkor Kanadában októberben 9, novemberben 12, majd 2007 februárjában megint 14 halálos eset volt. Ezután ismét Anglia, majd Finnország jelentett fertőzést. 
2006-ban az Egyesült Királyság területén a halotti bizonyítványokban 6480 esetben említik meg a C. difficile jelenlétét, ami az előző évihez képest 72%-os növekedés.

## Fordítás
- Ez a szócikk részben vagy egészben  a   Clostridioides difficile infection című angol Wikipédia-szócikk ezen változatának fordításán alapul.  Az eredeti cikk szerkesztőit annak laptörténete sorolja fel. Ez a jelzés csupán a megfogalmazás eredetét és a szerzői jogokat jelzi, nem szolgál a cikkben szereplő információk forrásmegjelöléseként.